# Big Fat Liar
Big Fat Liar är en amerikansk långfilm från 2002 i regi av Shawn Levy, med Frankie Muniz, Paul Giamatti, Amanda Bynes och Amanda Detmer i rollerna.

## Handling
När en sliskig filmproducent stjäl 14-årige Jason Shepherds skoluppsats och gör den till film, flyger Jason och hans bästa kompis till Los Angeles för att se till att sanningen kommer fram. Och det är dags att hämnas.

## Rollista
| Frankie Muniz        | – Jason Shepherd        |
| Paul Giamatti        | – Marty Wolf            |
| Amanda Bynes         | – Kaylee                |
| Amanda Detmer        | – Monty Kirkham         |
| Donald Faison        | – Frank Jackson         |
| Sandra Oh            | – Mrs. Phyllis Caldwell |
| Russell Hornsby      | – Marcus Duncan         |
| Michael Bryan French | – Harry Shepherd        |
| Christine Tucci      | – Carol Shepherd        |
| Lee Majors           | – Vince                 |
| Sean O'Bryan         | – Leo                   |
| Amy Hill             | – Joscelyn Davis        |
| John Cho             | – Dustin 'Dusty' Wong   |
| Matthew Frauman      | – Lester Golub          |
| Don Yesso            | – Rocco Malone          |